# Bonzo Dog Doo-Dah Band
Bonzo Dog Doo-Dah Band (también conocida como The Bonzo Dog Band, The Bonzo Dog Dada Band y coloquialmente como "The bonzos") es una banda creada por un grupo de estudiantes de arte británico de la década de 1960.
Combinando elementos del music hall, trad jazz, rock psicodélico, arte vanguardista, y el humor absurdo, The Bonzos llaman la atención de un público más amplio a través de un programa de televisión británico para niños, "Do Not Adjust Your Set" ("No ajuste su receptor", frase que coloquialmente indica que cualquier disturbio en la recepción de la señal se debe al contenido en sí y no a mal funcionamiento del dispositivo).

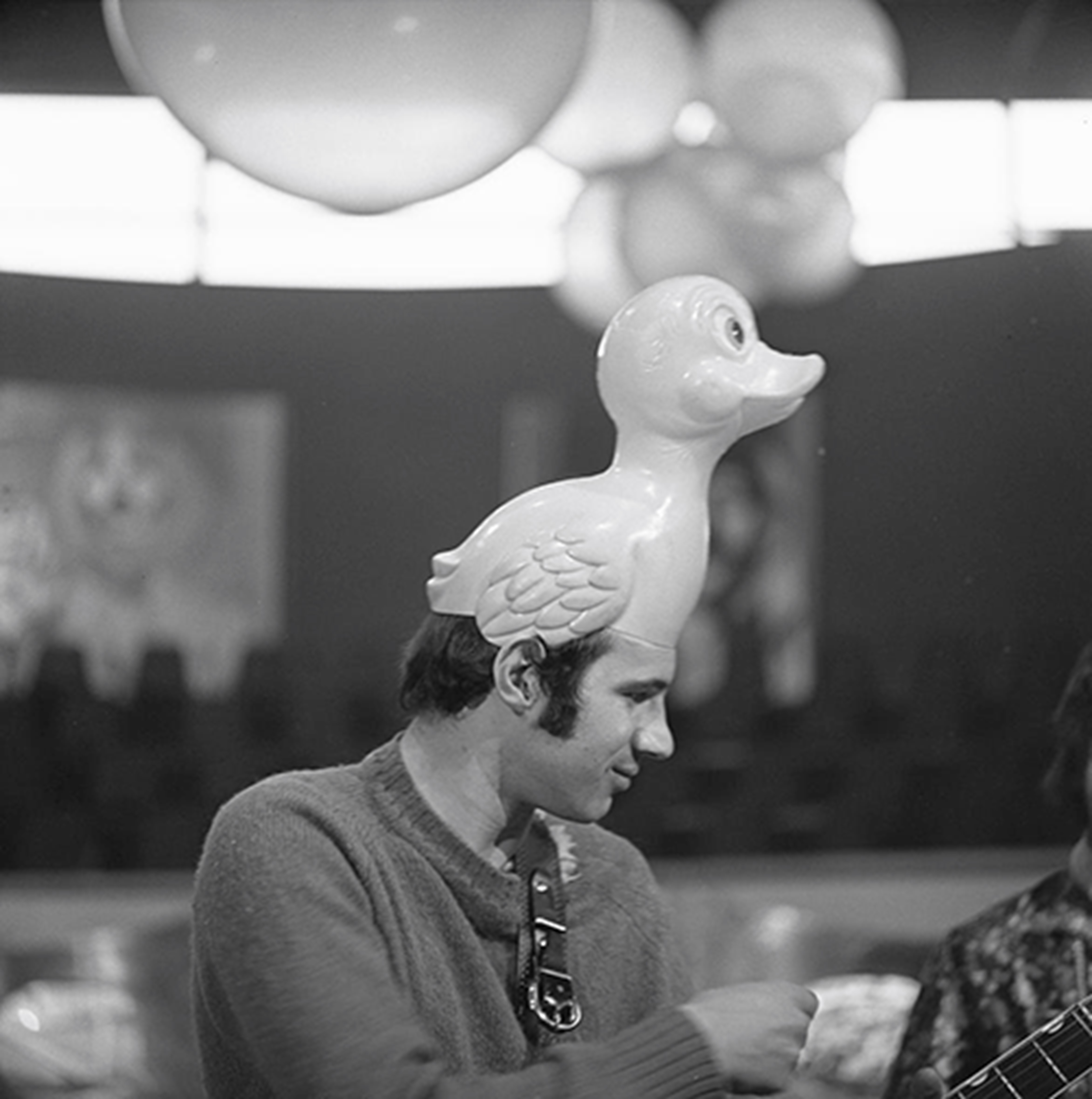
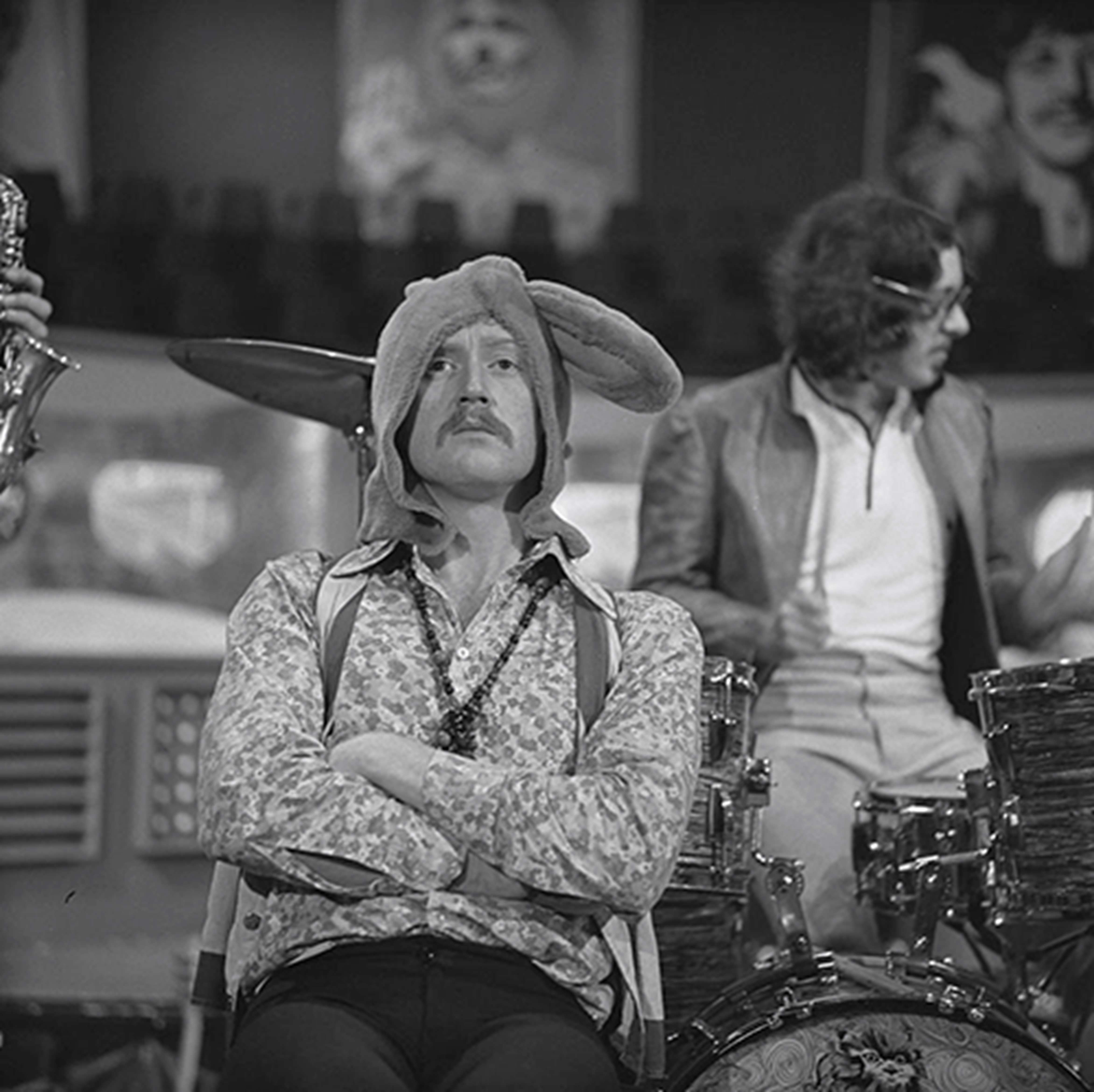
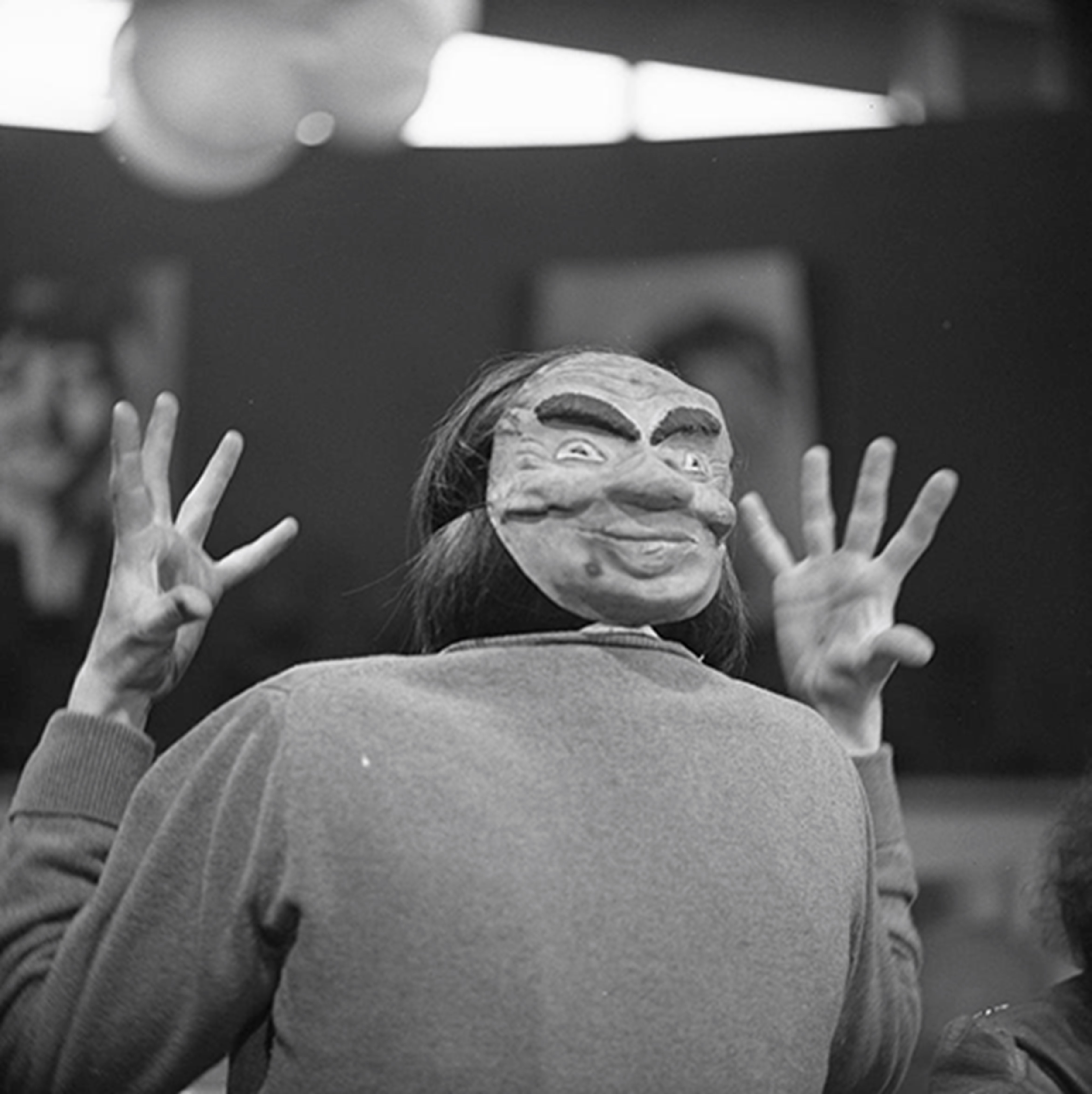
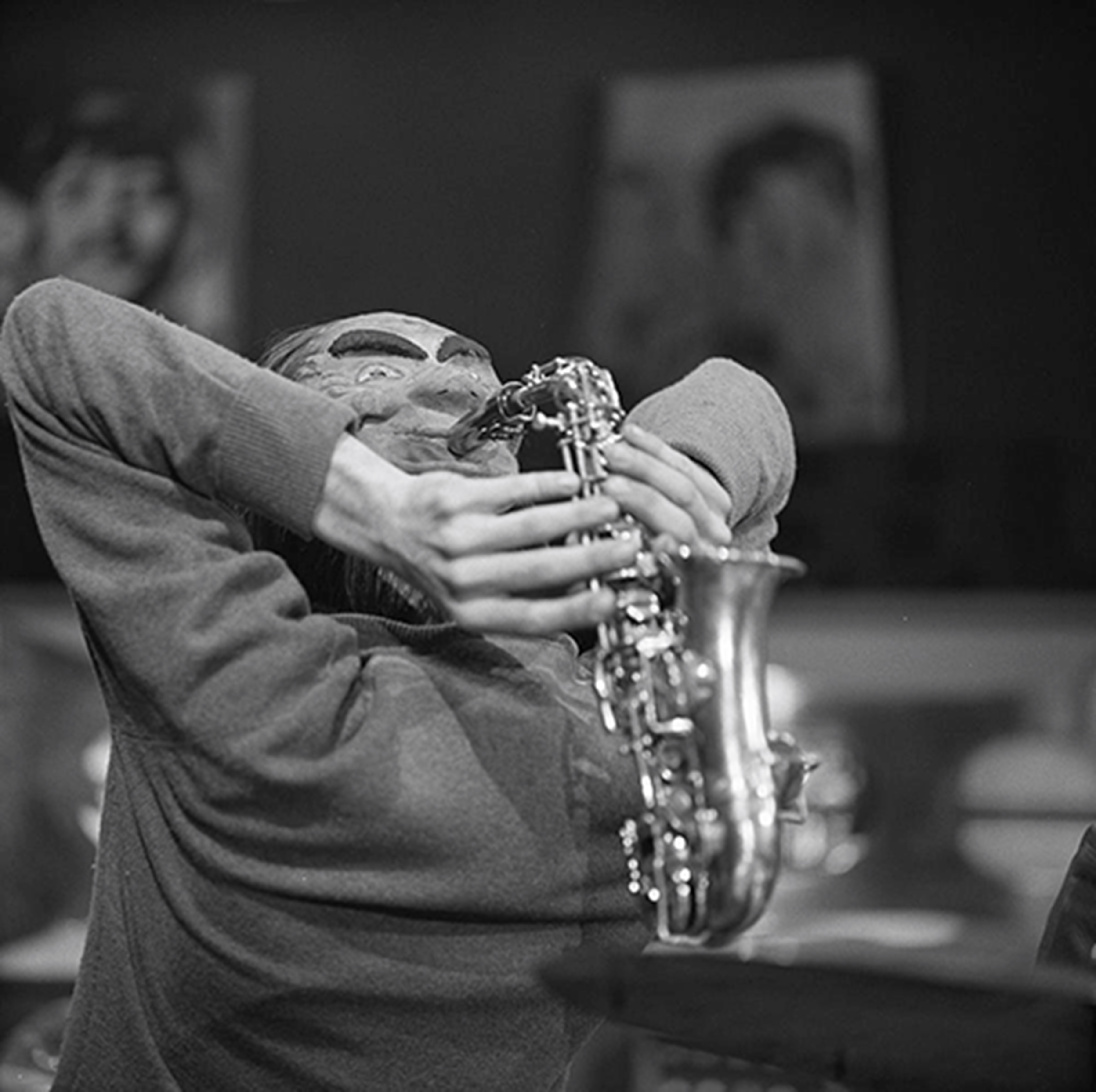
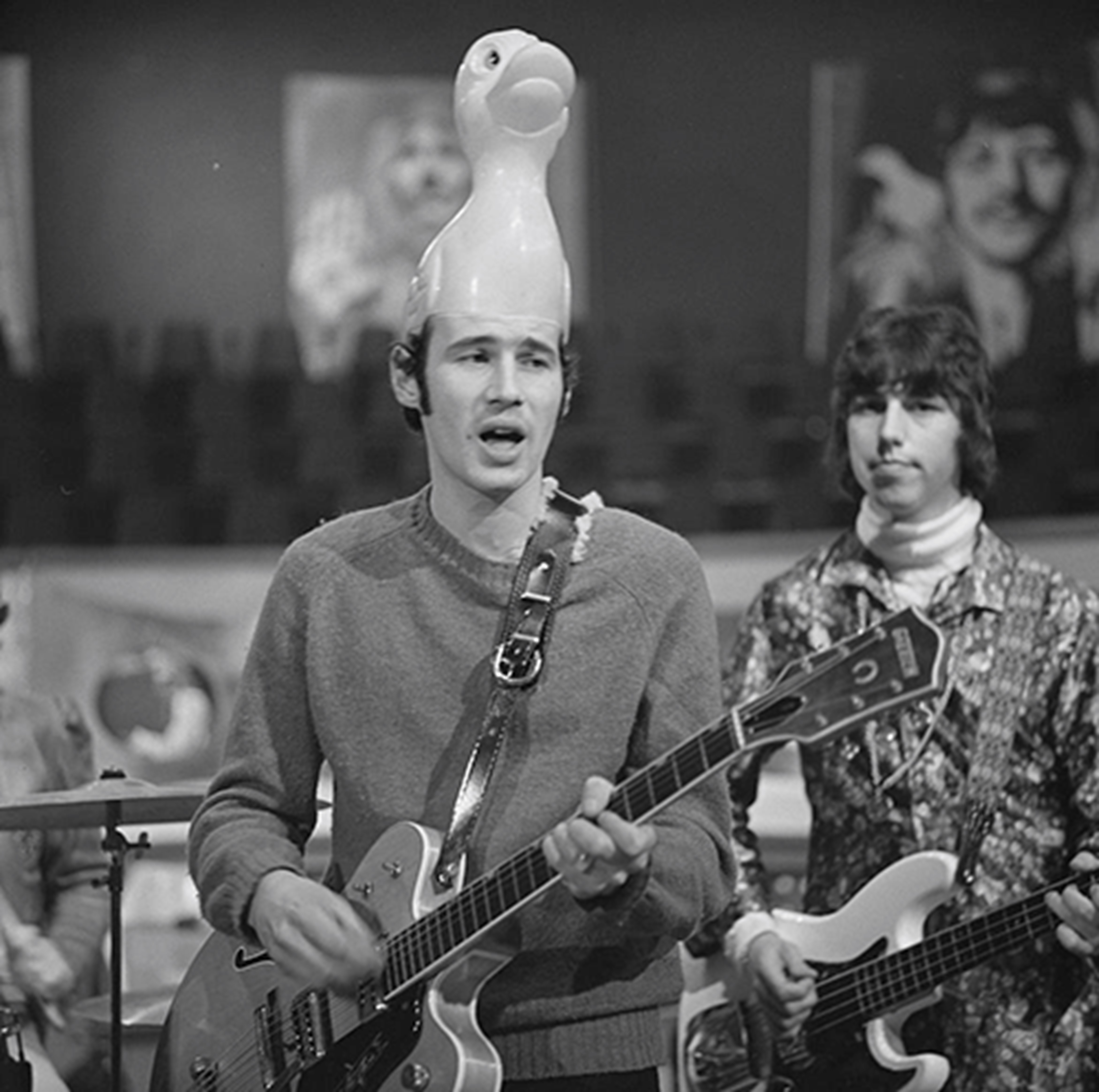

## Historia
La banda se formó en 1962, en un colegio de arte con Vivian Stanshall como fundador, que además era la voz principal y tocaba tuba, flauta y demás instrumentos de viento, donde se le unió Rodney Slater, que era el encargado del clarinete y saxofón el así empezaron su carrera, originalmente llamándose Bonzo Dog Dada Band, (una referencia a la caricatura cómica Bonzo the Dog del artista George Studdy, junto al movimiento dadaísta), surgiendo como una banda que hacía rutinas de jazz.
Más tarde, se les unieron Roger Wilkes, en la trompeta y Trevor Brown en el banjo, Claude Abbo en otro saxofón, Tom Hedge en batería y Chris Jennings en el sousafón.
La banda tomó una nueva dirección cuando Neil Innes, que ejercía el papel de pianista, guitarrista y compositor principal se unió a la banda, cambiando a un enfoque de rock psicodélico y jazz de vanguardia

## Discografía
- 1967 - Gorilla
- 1968 - The Doughnut in Granny's Greenhouse
- 1969 - Tadpoles
- 1970 - Keynsham
- 1972 - Let's Make Up And Be Friendly
- 2007 - Pour l'Amour des Chiens